# Лодыгино (Палехский район)
Лоды́гино — деревня в составе Сакулинского сельского поселения Палехского района Ивановской области.

## География
Деревня находится на юго-востоке Палехского района, в 15,6 км (22 км по автодорогам) к юго-востоку от Палеха. В 2,4 км к западу от деревни находится Левинское озеро.

## Население
| 1859 | 1905 | 2010 |
| ---- | ---- | ---- |
| 199  | ↘181 | ↘11  |